# Laat-antiek christendom
Het laat-antieke christendom speelt zich af in de periode na het Edict van Milaan van keizer Constantijn de Grote in 313 tot aan de Val van het West-Romeinse Rijk in 476.
Het christendom verspreidde zich van een  kleine geloofsgemeenschap in Judea tot een staatsgodsdienst in Armenië (301 of 314), Ethiopië (325) en Georgië (337).
Met het  Edict van Thessaloníki (380) werd het christendom de officiële godsdienst in het Romeinse Rijk.

## Einde christenvervolgingen
Keizer Galerius maakte met het edict van Nicomedia (311) een einde aan de onder Diocletianus begonnen christenvervolgingen.

### Christendom gelegaliseerd en gesteund door Constantijn de Grote
De keizers Licinius en Constantijn de Grote vaardigden het edict van Milaan (313) uit, dat vrijheid van godsdienst verleende en aldus het christendom legaliseerde.

### Trinitarisch christendom wordt de officiële staatsgodsdienst van Rome
Met het  Edict van Thessaloníki (380) werd het trinatrisch christendom de officiële godsdienst in het Romeinse Rijk.

## Theologie en ketterij

### Ketterijen
- Arius (theoloog)

### Niceaanse en post-Niceaansekerkvaders
- Augustinus van Hippo
- Gregorius van Nazianze
- Cyrillus van Jeruzalem
- Ambrosius van Milaan
- Hiëronymus van Stridon

### Oecumenische concilies
- Eerste Concilie van Nicea (325)
  - Geloofsbelijdenis van Nicea-Constantinopel
- Concilie van Constantinopel I (381)
- Concilie van Efeze (431)
- Concilie van Chalcedon (451)

## Kerkstructuur binnen het Romeinse Rijk

### Bisdommen en bisschoppen
- Apostolische successie

### De Pentarchie
De bisschoppen van Alexandrië (Egypte), Antiochië (Syrië) en Rome (het Westen) werden vanouds als patriarchen erkend. Dit hing samen met de apostolische oorsprong van hun bisschopszetels. De officiële erkenning dateert van het Concilie van Nicaea (325).
Later kregen de bisdommen van Constantinopel (in 381), als toenmalig machtscentrum van het Byzantijnse Rijk, en van Jeruzalem (in 451), als de stad waar Christus gestorven was, eveneens de benaming van patriarchaat.

### Pausdom en primaatschap
- Paus

## Buiten het Romeinse Rijk

### Armenië
Volgens de overlevering werd het christendom in Armenië gepredikt door de apostelen Judas Taddeüs en Bartholomeus, waardoor men spreekt van de "Armeens-Apostolische Kerk". In 301, na dertien jaar gevangenschap in de "bodemloze" put van Chor Virap, bekeerde Grigor Lusavorich (Gregorius de Verlichter) de Armeense koning Tiridates IV en het christendom werd – in dit land als eerste in de wereld – staatsgodsdienst.
In 451 was Armenië niet vertegenwoordigd op het concilie van Chalcedon, daar het te druk verwikkeld was in de strijd met de Perzen. Toen de bevrijding een (voorlopig) feit was en men de besluiten van het concilie vernam, wees men deze af. In 505 koos de Armeense kerk formeel voor het miafysitisme. Ze scheidde van Rome en Byzantium.
Waarschijnlijk lagen vooral vertaalfouten aan de grondslag van het conflict. Maar ook politiek kan meegespeeld hebben: de oorlog tegen de Perzen werd gevoerd zonder Byzantijnse hulp. De scheiding bracht een vergaande isolatie mee ten aanzien van de rest van christendom.

### Georgië
Vanaf 303 begon de heilig verklaarde Nino uit Cappadocië te prediken in het Georgische koninkrijk Iberië (Oost-Georgië). In 326 werd het christendom staatsgodsdienst onder de heersers van Iberië, koning Mirian III en koningin Nana, die later beiden heilig verklaard werden. In de 4e eeuw waren er reeds vele christenen in Georgië.